# USS Intrepid (CV-11)
El USS Intrepid (CV/CVA/CVS-11), también conocido como The Fighting I, fue uno de los 24 portaaviones de la clase Essex construidos durante la Segunda Guerra Mundial para la Marina de los Estados Unidos. Es el cuarto buque de la Marina de EE. UU. que lleva este nombre. Comisionado en agosto de 1943, el Intrepid participó en varias campañas en el Teatro de Operaciones del Pacífico, en particular la batalla del Golfo de Leyte. Dado de baja poco después de finalizar la guerra, fue modernizado y dado de alta de nuevo en el servicio en 1952 como portaaviones de ataque (CVA), y en 1962 como portaaviones antisubmarinos (CVS). Su segunda carrera se desarrolló principalmente en el Atlántico, pero también participó en la Guerra de Vietnam.
Sus logros notables incluyen ser el primer portaaviones de EE. UU. en lanzar aviones con catapultas de vapor, y de ser el buque de recuperación del Proyecto Mercury y del Programa Gemini. Debido a su destacado papel en la batalla, fue apodado The Fighting, mientras que por su mala suerte y el tiempo que pasaba en el dique seco para reparaciones, hizo que se ganara el sobrenombre de The Dry I. 
Fue dado de baja en 1974, y en 1982 se convirtió en buque museo de la fundación Intrepid Sea-Air-Space Museum en Nueva York.

### Buques de la clase
• USS Essex (CV-9)
• USS Yorktown (CV-10)
• USS Hornet (CV-12)
• USS Franklin (CV-13)
• USS Ticonderoga (CV-14)
• USS Randolph (CV-15)
• USS Lexington (CV-16)
• USS Bunker Hill (CV-17)
• USS Wasp (CV-18)
• USS Hancock (CV-19)
• USS Bennington (CV-20)
• USS Boxer (CV-21)
• USS Bon Homme Richard (CV-31)
• USS Leyte (CV-32)
• USS Kearsarge (CV-33)
• USS Oriskany (CV-34)
• USS Antietam (CV-36)
• USS Princeton (CV-37)
• USS Shangri-La (CV-38)
• USS Lake Champlain (CV-39)
• USS Tarawa (CV-40)
• USS Valley Forge (CV-45)
• USS Philippine Sea (CV-47)

### Listas relacionadas
• Portaaviones de Estados Unidos
• Portaaviones por país